# 巴蕾塔
巴蕾塔是日本電子遊戲商卡普空發行的2D對戰格鬥遊戲系列《魔域幽靈》中登場的一名女性角色，她的外觀設計是以歐洲流傳的童話角色「小紅帽」作為範本。巴蕾塔給予眾人的表面印象是個看似清純、無害的少女，但實際上是一名性格殘暴、戰鬥技巧高超的賞金獵人。

## 作品描寫
巴蕾塔出生於北歐一帶某個賞金獵人世代家族，並且是家族當中少數具有頂級戰鬥技巧的成員。她的個性貪婪、殘酷，平常靠著殺掉從魔界闖入到人類社會的魔物來賺取報酬。
之後，存在於魔界裡的冥王「傑達·多瑪」注意到巴蕾塔邪惡的內心，認為是個具有力量價值的靈魂，便把她召換到魔界裡，想藉機將她的靈魂取走。
在面對傑達的挑戰後，巴蕾塔擊敗了對方，之後她發現到在魔界次元裡有許多她想狙殺的魔物而感到興奮，便快樂地待在魔界裡展開殺戮，成為在魔界裡引起搜動的危險要犯。

## 其他作品
除了《魔域幽靈》系列之外，巴蕾塔曾在《SNK vs. 卡普空 千年之戰》、《漫畫英雄 vs. 卡普空2》、《穿越領域計劃2》等跨界作品的亂鬥遊戲上登場。
因本身是以槍枝做為武器，巴蕾塔也有被安排過在一些射擊遊戲裡登場，如卡普空與彩京合作的《神槍機兵》裡面。

## 設計
卡普空的角色設計師安田朗負責了巴蕾塔的造型，不同於《魔域幽靈》系列裡先前的角色是以世界各地流傳的怪物作為範本，巴蕾塔是非怪物種族的人類角色。在個性上，為巴蕾塔添加許多人性的負面性格，並以看似無邪的小紅帽外觀作為反差效果。

## 反應

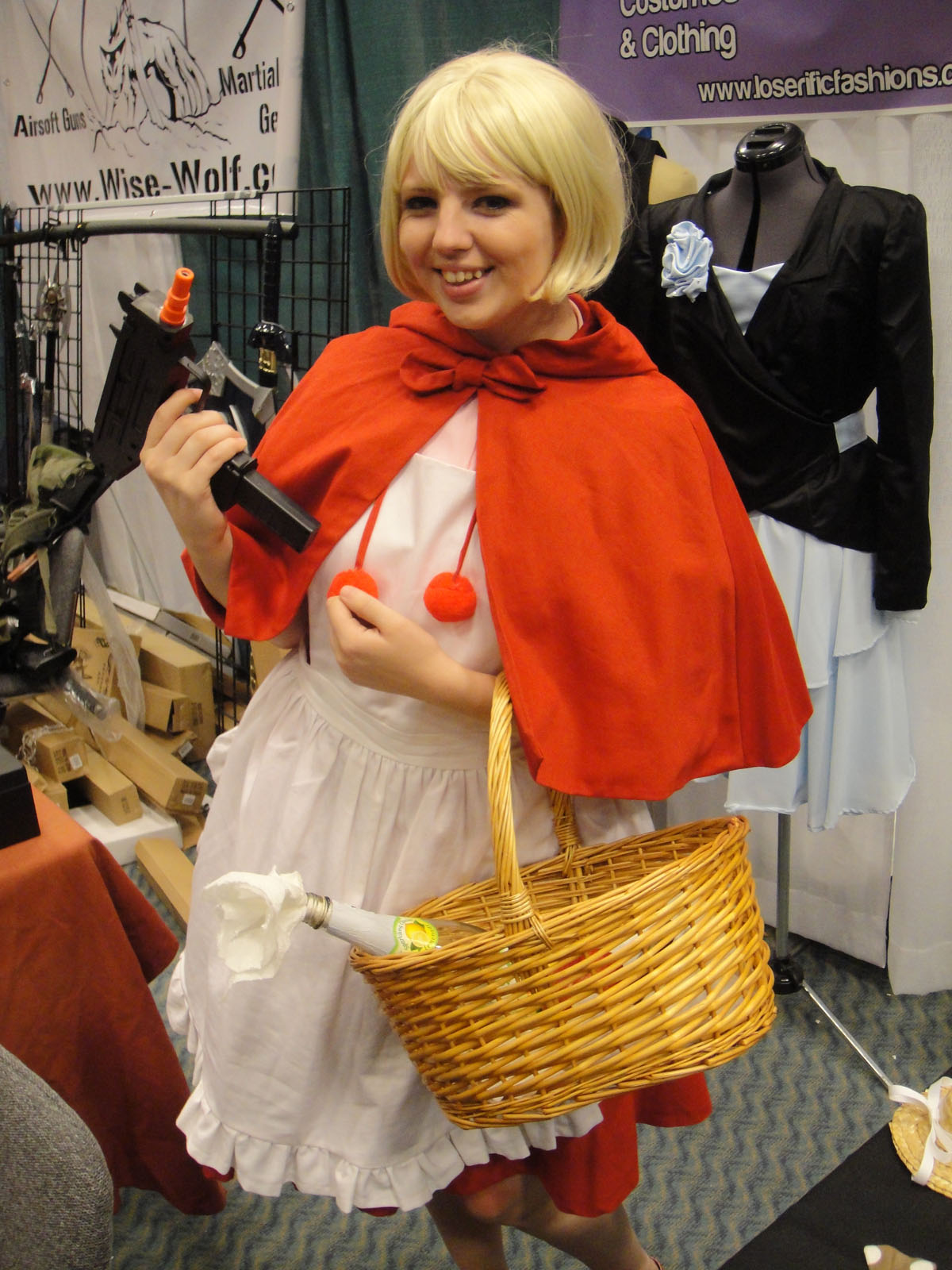
2011年在美國加州長堤舉辦的Comic Expo動漫活動上，一名Cosplay成巴蕾塔的角色扮演者

### 評價
在大眾媒體對於巴蕾塔的評價方面，1998年的英國《Sega Saturn Magazine》電子遊戲雜誌裡，稱讚巴蕾塔是個具原創性、很酷的一名角色。線上娛樂網站Den of Geek認為巴蕾塔是《魔域幽靈》中的真正明星，不論外觀或娛樂性都表現傑出，而她身為人類；但行為上卻更像怪物的特徵，和遊戲裡其它怪物角色形成有趣的對比。在波蘭新聞網站Wirtualna Polska的專欄上，表示巴蕾塔不同於先前《魔域幽靈》裡那些外貌為怪物、或是妖豔模樣的角色，在系列裡是個相同獨特的存在。
其他ACG領域創作人物的看法部分，遊戲《漫長的日子》的美術師卡米拉·戈馬茲（Camila Gormaz）提及當巴蕾塔在遊戲裡為閒置狀態時，做出來的一邊休息蹲下、一邊有蝴蝶在她身邊飛舞、另外有花草在她腳底下發芽的模樣，是她個人相當喜愛的遊戲待機畫面。漫畫家東麻由美曾表示在她的作品《武器種族傳說》裡，一位同樣以槍枝為武器、在衣物裡暗藏火藥的女性角色希絲卡，她的造型便是受到巴蕾塔的影響。

### 列名項目
- 日本遊戲雜誌《Gamest》：1997年最佳遊戲角色之一[12]
- 電子遊戲資訊網站GameFAQs：2002年玩家票選最受喜愛《魔域幽靈》系列角色第4名[13]
- 娛樂網站Complex Networks：2012年前50位最具代表性格鬥遊戲角色第12名[14]

## 外部連結
- 《穿越領域計劃2》的巴蕾塔角色頁面 （页面存档备份，存于）（日語）